# Tyler Oakley
Tyler Oakley (geboren als Mathew Tyler Oakley, Jackson, Michigan, 22 maart 1989) is een Amerikaanse YouTube- en podcast-persoonlijkheid, komiek, schrijver en activist. Een groot deel van Oakleys activisme is gewijd aan lgbt-jeugd, lgbt-rechten en sociale kwesties, waaronder gezondheidszorg, onderwijs, en het voorkomen van zelfmoord onder holebi-jongeren.
Oakley begon in 2007 met het maken van video's. Zijn eerste video Raindrops heeft meer dan 400.000 views op YouTube. Sinds het uploaden van zijn eerste video in 2007, terwijl hij eerstejaarsstudent was aan de Michigan State University, heeft zijn kanaal meer dan 673 miljoen views verkregen en op zijn hoogtepunt meer dan 7,5 miljoen abonnees. Oakley, die openlijk homoseksueel is, is een voormalig lid van het succesvolle samenwerkingskanaal '5AwesomeGays', waar hij drie jaar lang de video op vrijdag produceerde. Hij was te zien in het 2014 Frontline onderzoeksrapport, "Generation Like," een follow-up over hoe tieners "rechtstreeks omgaan met de popcultuur" met het rapport uit 2001, "The Merchants of Cool." SocialBlade, een website die YouTube- en Instagram-accounts beoordeelt, rangschikt zijn YouTube-kanaal vanaf 19 november 2017 met een cijfer "B", met een rangschikking van abonnees van 224, videoweergaven op 2.010, en een SocialBlade-beoordeling van 33.897. Vanaf september 2018 heeft hij ook meer dan 6,2 miljoen volgers op Twitter en 6,1 miljoen op Instagram.

## Privéleven
Mathew Tyler Oakley werd geboren op 22 maart 1989 in Jackson, Michigan en heeft in totaal twaalf broers en zussen. Toen hij een baby was, scheidden zijn ouders. In de zesde klas verhuisde Oakley naar Okemos en raakte betrokken bij koor en drama. Als een tiener worstelde Oakley met boulimia nervosa, een eetstoornis. Oakley studeerde af met een Bachelor of Arts in communicatie, marketing en sociale media van de Michigan State University. Terwijl hij studeerde, viel Oakley in een korte depressie na een breuk met een vriend. Oakley geeft toe dat hij in deze tijd overwoog zelfmoord te plegen. Dit was ook toen hij voor het eerst betrokken raakte bij YouTube, via de website deelde hij video's om te communiceren met zijn middelbareschoolvrienden, die op verschillende scholen zaten.
- International Standard Name Identifier: 0000 0004 5115 9265
- Library of Congress Control Number: no2015095796
- Nationale Bibliotheek van Tsjechië: kv2016900517
- Virtual International Authority File: 316798024
- WorldCat: E39PBJtcKMJXHMTXBkp3t4YByd